# إميل سيمون
إميل سيمون (بالرومانية: Emil Simon)‏ هو ملحن روماني، ولد في 24 سبتمبر 1936 في كيشيناو في مولدوفا، وتوفي في 25 فبراير 2014 في كلوج نابوكا في رومانيا.

## وصلات خارجية
- إميل سيمون على موقع ميوزك برينز (الإنجليزية)
- إميل سيمون على موقع ديسكوغز (الإنجليزية)